# フランキー・ヴァン・デル・エルスト
フランキー・ヴァン・デル・エルスト（Franky Van der Elst、1961年4月30日 - ）は、ベルギー出身の元サッカー選手、サッカー指導者。ポジションはDF。

## 選手経歴

### クラブ
ディフェンスには自信を持ち、激しい当たりとマークで相手に仕事をさせず、危険察知能力がすぐれ、キャプテンとしてもチームをまとめるベルギーを代表する名選手。RWDモレンベークでキャリアをスタートさせ、激しい当たりを信条にプレーをし、レギュラーとなると1984年にはベルギーのクラブ・ブルージュに移籍。ディフェンスの中心としてチームを支え、リーグ優勝5回、カップ戦4回の優勝に貢献した。

### 代表
代表では4大会連続で出場し、初出場は1986年メキシコ大会でDFとして数試合に出場に留まったが、1990年、1994年大会はDF、MFとして出場しチームのゲームメーカーのシーフォに「ヴァン・デル・エルストが後ろにいると安心できる」と言わしめたほど、ディフェンスで活躍をすると最後の出場となった1998年フランス大会では、若返りを図っていたチームにおいて果たした役割は大きく、絶対に手を抜かないプレースタイルは若い選手の見本となった。
また2004年3月にペレが選ぶ偉大な選手125人 (FIFA100) の1人に選出された。

## 指導者経歴
現役引退後は指導者の道を進み、2011年よりシント＝トロイデンVVで監督を務めた。

## 代表歴

### 出場大会
- ベルギー代表
  - 1986 FIFAワールドカップ
  - 1990 FIFAワールドカップ
  - 1994 FIFAワールドカップ
  - 1998 FIFAワールドカップ

### 試合数
- 国際Aマッチ 86試合 1得点（1984年-1998年）[1]

| ベルギー代表 | 国際Aマッチ | 国際Aマッチ |
| 年           | 出場        | 得点        |
| ------------ | ----------- | ----------- |
| 1984         | 2           | 0           |
| 1985         | 4           | 0           |
| 1986         | 7           | 0           |
| 1987         | 4           | 0           |
| 1988         | 6           | 0           |
| 1989         | 9           | 0           |
| 1990         | 11          | 0           |
| 1991         | 4           | 0           |
| 1992         | 7           | 0           |
| 1993         | 5           | 0           |
| 1994         | 10          | 0           |
| 1995         | 0           | 0           |
| 1996         | 0           | 0           |
| 1997         | 8           | 0           |
| 1998         | 9           | 1           |
| 通算         | 86          | 1           |

## タイトル
- ジュピラーリーグ : 1987-88, 1989-90, 1991-92, 1995-96, 1997-98
- ベルギー・カップ : 1990-91, 1994-95, 1995-96
- ベルギー・スーパーカップ : 1988, 1990, 1991, 1992, 1994, 1996, 1998